# Phronia boninensis
Phronia boninensis är en tvåvingeart som beskrevs av Donald Henry Colless 1966. Phronia boninensis ingår i släktet Phronia och familjen svampmyggor. Inga underarter finns listade i Catalogue of Life.